# 대한민국 사증
대한민국 사증(大韓民國査證, Republic of Korea visas)은 대한민국 정부가 발급하는 사증이다. 대한민국 국민을 제외한 모든 외국인은 대한민국에 입국하려면 반드시 사증을 사전에 취득해야 한다. 다만 국가간의 협정이나 관광 산업 진흥을 위해 특정 국가의 국민에게 사증 없이도 입국을 허용하고 있다. 사증 면제는 단기 방문에 한해 적용되며 거주, 유학, 취업 등의 목적으로 입국하는 경우에는 사증이 필요하다.

## 대한민국 사증의 종류

### 외교/공무 사증
- 외교(A-1)
- 공무(A-2)
- 협정(A-3)

### 취업 사증
- 단기취업(C-4)
- 교수(E-1)
- 회화지도(E-2)
- 연구(E-3)
- 기술지도(E-4)
- 전문직업(E-5)
- 특정활동(E-7)
- 비전문취업(E-9)
- 내항선원(E-10)
- 관광취업(H-1)
- 방문취업(H-2)

### 비영리 단기 사증
- 일시취재(C-1)
- 단기상용(C-2)
- 단기종합(C-3)

### 일반 장기 사증
- 문화예술(D-1)
- 유학(D-2)
- 산업연수(D-3)
- 일반연수(D-4)
- 취재(D-5)
- 종교(D-6)
- 주재(D-7)
- 기업투자(D-8)
- 무역경영(D-9)
- 구직(D-10)
- 방문동거(F-1)
- 거주(F-2)
- 동반(F-3)
- 재외동포(F-4)
- 영주(F-5)
- 결혼이민(F-6)
- 기타(G-1)

## 대한민국 사증 면제 국가 목록
정보 출처(대한민국 전자정부)
- 가이아나 30일(지정에 의한 사증 면제)
- 과테말라
  - 일반 여권 소지자 30일(지정에 의한 사증 면제)
  - 외교, 관용 여권 소지자 90일(사증 면제 협정)
  - 주재공관원 재임기간(사증 면제 협정)
- 그레나다 3개월(사증 면제 협정)
- 그리스
  - 일반 여권 소지자 3개월(사증 면제 협정)
  - 외교, 관용 여권 소지자 무제한(사증 면제 협정)
- 나우루 30일(지정에 의한 사증 면제)
- 남아프리카 공화국 30일(지정에 의한 사증 면제)
- 네덜란드 3개월(사증 면제 협정)
- 노르웨이 3개월(사증 면제 협정)
- 뉴질랜드
  - 일반, 외교 관용 여권 소지자 3개월(사증 면제 협정)
  - 주재공관원 재임기간(사증 면제 협정)
- 니카라과
  - 일반, 외교 관용 여권 소지자 3개월(사증 면제 협정)
  - 주재공관원 재임기간(사증 면제 협정)
- 덴마크 3개월(사증 면제 협정)
- 도미니카 공화국 3개월(사증 면제 협정)
- 도미니카 연방 3개월(사증 면제 협정)
- 독일
  - 일반 여권 소지자 3개월(사증 면제 협정)
  - 외교, 관용 여권 소지자 무제한(사증 면제 협정)
  - 주재공관원 재임기간(사증 면제 협정)
- 라이베리아 3개월(사증 면제 협정)
- 라트비아
  - 일반, 외교, 관용 여권 소지자 90일(사증 면제 협정)
  - 주재공관원 재임기간(사증 면제 협정)
- 러시아 60일(사증 면제 협정)
- 레바논 외교, 관용 여권 소지자 30일(지정에 의한 사증 면제)
- 레소토 60일(사증 면제 협정)
- 루마니아
  - 일반, 외교 관용 여권 소지자 3개월(사증 면제 협정)
  - 주재공관원 재임기간(사증 면제 협정)
- 룩셈부르크 3개월(사증 면제 협정)
- 리투아니아
  - 일반, 외교, 관용 여권 소지자 90일(사증 면제 협정)
  - 주재공관원 재임기간(사증 면제 협정)
- 리히텐슈타인 3개월(사증 면제 협정)
- 마셜 제도 30일(지정에 의한 사증 면제)
- 말레이시아 3개월(사증 면제 협정)
- 모나코 30일(지정에 의한 사증 면제)
- 모로코
  - 일반, 외교 관용 여권 소지자 90일(사증 면제 협정)
  - 주재공관원 재임기간(사증 면제 협정)
- 모리셔스 30일(지정에 의한 사증 면제)
- 몬테네그로 30일(지정에 의한 사증 면제)
- 몰타 3개월(사증 면제 협정)
- 몽골 외교, 관용 여권 소지자 30일(사증 면제 협정)
- 멕시코
  - 일반 여권 소지자 3개월(사증 면제 협정)
  - 외교, 관용 여권 소지자 90일(사증 면제 협정)
- 미국 30일(지정에 의한 사증 면제)
  -  괌 여권 소지자 30일(지정에 의한 사증 면제)
- 미크로네시아 연방 30일(지정에 의한 사증 면제)
- 바베이도스 3개월(사증 면제 협정)
- 바티칸 시국 30일(지정에 의한 사증 면제)
- 바하마 3개월(사증 면제 협정)
- 방글라데시 3개월(사증 면제 협정)
- 베냉 외교, 관용 여권 소지자 3개월(사증 면제 협정)
- 베네수엘라
  - 일반 여권 소지자 90일(사증 면제 협정)
  - 외교 관용 여권 소지자 30일(사증 면제 협정)
  - 주재공관원 재임기간(사증 면제 협정)
- 베트남
  - 외교 관용 여권 소지자 3개월(사증 면제 협정)
  - 주재공관원 재임기간(사증 면제 협정)
- 벨리즈 외교, 관용 여권 소지자 90일(사증 면제 협정)
- 벨기에 3개월(사증 면제 협정)
- 보스니아 헤르체고비나 30일(지정에 의한 사증 면제)
- 불가리아
  - 일반, 외교, 관용 여권 소지자 3개월(사증 면제 협정)
  - 주재공관원 재임기간(사증 면제 협정)
- 브라질
  - 일반 여권 소지자 90일(사증 면제 협정)
  - 외교, 관용 여권 소지자 3개월(사증 면제 협정)
  - 주재공관원 재임기간(사증 면제 협정)
- 브루나이 30일(지정에 의한 사증 면제)
- 사모아 30일(지정에 의한 사증 면제)
- 사우디아라비아 30일(지정에 의한 사증 면제)
- 산마리노 30일(지정에 의한 사증 면제)
- 세르비아 30일(지정에 의한 사증 면제)
- 세이셸 30일(지정에 의한 사증 면제)
- 세인트빈센트 그레나딘 3개월(사증 면제 협정)
- 세인트루시아 3개월(사증 면제 협정)
- 세인트키츠 네비스 3개월(사증 면제 협정)
- 솔로몬 제도 30일(지정에 의한 사증 면제)
- 수리남 3개월(사증 면제 협정)
- 에스와티니 30일(지정에 의한 사증 면제)
- 스웨덴 3개월(사증 면제 협정)
- 스위스 3개월(사증 면제 협정)
- 스페인 3개월(사증 면제 협정)
- 슬로바키아
  - 일반, 외교 관용 여권 소지자 3개월(사증 면제 협정)
  - 주재공관원 재임기간(사증 면제 협정)
- 슬로베니아 90일(지정에 의한 사증 면제)
- 싱가포르 3개월(사증 면제 협정)
- 아랍에미리트 30일(지정에 의한 사증 면제)
- 아르헨티나
  - 일반 여권 소지자 30일(지정에 의한 사증 면제)
  - 외교, 관용 여권 소지자 90일(사증 면제 협정)
- 아이슬란드 3개월(사증 면제 협정)
- 아이티 3개월(사증 면제 협정)
- 아일랜드 3개월(사증 면제 협정)
- 안도라 30일(지정에 의한 사증 면제)
- 알바니아 90일(지정에 의한 사증 면제)
- 알제리 외교, 관용 여권 소지자 90일(사증 면제 협정)
- 앤티가 바부다 3개월(사증 면제 협정)
- 에스토니아 90일(사증 면제 협정)
- 에콰도르
  - 일반 여권 소지자 30일(지정에 의한 사증 면제)
  - 외교 여권 소지자 무제한(사증 면제 협정)
  - 관용 여권 소지자 3개월(사증 면제 협정)
- 엘살바도르
  - 일반, 외교, 관용 여권 소지자 3개월(사증 면제 협정)
  - 주재공관원 재임기간(사증 면제 협정)
- 영국 3개월(사증 면제 협정)
- 예멘 30일(지정에 의한 사증 면제)
- 오만 30일(지정에 의한 사증 면제)
- 오스트레일리아 90일(지정에 의한 사증 면제)
- 오스트리아
  - 일반 여권 소지자 90일(사증 면제 협정)
  - 외교, 관용 여권 소지자 180일(사증 면제 협정)
  - 주재공관원 재임기간(사증 면제 협정)
- 온두라스 30일(지정에 의한 사증 면제)
- 우루과이
  - 일반 여권 소지자 30일(지정에 의한 사증 면제)
  - 외교 관용 여권 소지자 3개월(사증 면제 협정)
  - 주재공관원 재임기간(사증 면제 협정)
- 우크라이나 외교 여권 소지자 90일(사증 면제 협정)
- 이란 외교, 관용 여권 소지자 3개월(사증 면제 협정)
- 이스라엘
  - 일반, 외교, 관용 여권 소지자 90일(사증 면제 협정)
  - 주재공관원 재임기간(사증 면제 협정)
- 이집트
  - 일반 여권 소지자 30일(지정에 의한 사증 면제)
  - 외교, 관용 여권 소지자 90일(사증 면제 협정)
  - 주재공관원 재임기간(사증 면제 협정)
- 이탈리아 90일(사증 면제 협정)
- 인도 외교, 관용 여권 소지자 90일(사증 면제 협정)
- 인도네시아 외교, 관용 여권 소지자 30일(지정에 의한 사증 면제)
- 일본
  - 일반 여권 소지자(B-2) 90일(사증 면제 협정)
  - 일반 여권 소지자(B-2 제외) 90일(지정에 의한 사증 면제)
  - 외교, 관용 여권 소지자 3개월(사증 면제 협정)
  - 주재공관원 재임기간(사증 면제 협정)
- 자메이카 3개월(사증 면제 협정)
- 중화민국 30일(지정에 의한 사증 면제)
- 중화인민공화국
  - 리히텐슈타인, 아이슬란드, 유럽 연합의 회원국(불가리아 제외), 스위스 중 한 국가의 사증을 소지하고 대한민국을 경유하여 유럽으로 출발하거나 유럽에서 도착하는 경우 30일간 사증 면제(단, 강제 퇴거되는 자와 단체 관광객은 제외)
  -  마카오 여권 소지자 30일(지정에 의한 사증 면제)
  -  홍콩 여권 소지자 90일(지정에 의한 사증 면제)
- 체코
  - 일반, 외교, 관용 여권 소지자 3개월(사증 면제 협정)
  - 주재공관원 재임기간(사증 면제 협정)
- 칠레 90일(사증 면제 협정)
- 카타르 30일(지정에 의한 사증 면제)
- 카자흐스탄
  - 일반 여권 소지자 30일(사증 면제 협정)
  - 외교, 관용 여권 소지자 90일(사증 면제 협정)
- 캄보디아 외교, 관용 여권 소지자 60일(사증 면제 협정)
- 캐나다 6개월(지정에 의한 사증 면제)
- 코스타리카 3개월(사증 면제 협정)
- 콜롬비아 3개월(사증 면제 협정)
- 쿠웨이트 30일(지정에 의한 사증 면제)
- 크로아티아
  - 일반 여권 소지자 30일(지정에 의한 사증 면제)
  - 외교, 관용 여권 소지자 90일(사증 면제 협정)
- 키르기스스탄 외교, 관용 여권 소지자 30일(사증 면제 협정)
- 키리바시 30일(지정에 의한 사증 면제)
- 키프로스
  - 일반 여권 소지자 30일(지정에 의한 사증 면제)
  - 외교, 관용 여권 소지자 90일(사증 면제 협정)
- 태국
  - 일반 여권 소지자 3개월(사증 면제 협정)
  - 외교, 관용 여권 소지자 무제한(사증 면제 협정)
- 튀르키예 3개월(사증 면제 협정)
- 튀니지
  - 일반, 외교 관용 여권 소지자 30일(사증 면제 협정)
  - 주재공관원 재임기간(사증 면제 협정)
- 트리니다드 토바고 3개월(사증 면제 협정)
- 파나마 90일(사증 면제 협정)
- 파라과이
  - 일반 여권 소지자 30일(지정에 의한 사증 면제)
  - 외교 관용 여권 소지자 3개월(사증 면제 협정)
- 파키스탄 외교, 관용 여권 소지자 3개월(사증 면제 협정)
- 팔라우 30일(지정에 의한 사증 면제)
- 페루 3개월(사증 면제 협정)
- 포르투갈 60일(사증 면제 협정)
- 폴란드
  - 일반, 외교 관용 여권 소지자 3개월(사증 면제 협정)
  - 주재공관원 재임기간(사증 면제 협정)
- 프랑스 3개월(사증 면제 협정)
  -  누벨칼레도니 여권 소지자 30일(지정에 의한 사증 면제)
- 피지 30일(지정에 의한 사증 면제)
- 핀란드 3개월(사증 면제 협정)
- 필리핀 외교 관용 여권 소지자 무제한(사증 면제 협정)
- 헝가리 3개월(사증 면제 협정)
- 사증 면제가 허가되지 않는 국가 중 마케도니아 공화국, 중화인민공화국, 쿠바 국민을 제외한 외국인은 뉴질랜드, 미국, 오스트레일리아, 일본, 캐나다 사증을 소지하고 있을 경우 30일간 사증이 면제된다.
- 사증 면제가 허가되지 않는 국가 중 가나, 나이지리아, 리비아, 마케도니아 공화국, 수단, 시리아, 아프가니스탄, 이란, 이라크, 쿠바, 팔레스타인 국민을 제외한 외국인은 제주특별자치도를 방문하는 경우 30일간 사증이 면제된다.

## 같이 보기
- 사증